# Squadriglia Bianca (film)
Squadriglia bianca (Escadrila albă) è un film del 1944 diretto da Ion Sava. È basato sul libro di George Acsinteanu; il film fu una coproduzione italo-rumena ed ebbe come protagonisti Mariella Lotti, Tino Bianchi e Lucia Sturdza-Bulandra.